# Scatophila despecta
Scatophila despecta – gatunek muchówki z rodziny wodarkowatych i podrodziny Ephydrinae.
Gatunek ten opisany został w 1839 roku przez Alexandra Henry’ego Halidaya jako Ephydra despecta.
Muchówka o ciele długości od 1 do 1,5 mm. Głowę ma z jedną parą szczecinek orbitalnych, niewklęsłą twarzą, parą skierowanych na zewnątrz szczecinek na bokach twarzy i bez kolca na dolnej krawędzi. Tułów charakteryzują cztery wydłużone, ostro wyodrębnione, jasnoszare kropki w przedniej części matowego śródplecza. Użyłkowanie skrzydła cechuje żyłka kostalna dochodząca tylko do żyłki radialnej R4+5. Ubarwienie przezmianek jest żółte. Odnóża są w całości czarne. U samców środkowa para odnóży ma rząd krótkich kolców po wewnętrznej stronie uda.
Owad znany z Hiszpanii, Irlandii, Wielkiej Brytanii, Francji, Belgii, Holandii, Niemiec, Danii, Szwecji, Norwegii, Finlandii, Szwajcarii, Austrii, Włoch, Polski, Czech, Słowacji, Węgier, Rumunii, Bułgarii, Makaronezji, Afryki Północnej i wschodniej Palearktyki.